# Республиканские выборы в СССР (1955)
В феврале и марте 1955 года в Союзе Советских Социалистических Республик прошли IV республиканские выборы в Верховные Советы 16 союзных республик.

## Предыстория
Выборы прошли после смерти Сталина, когда начиналась эпоха хрущёвской оттепели и новый виток борьбы за власть подходил к концу, была совершена великая амнистия 1953 года, а на XX съезде КПСС был развенчан культ Сталина. Прошли реформы Берии, началось освоение целины.  Одновременно, госплан повысил закупочные цены на продукцию колхозов, отменялся запрет абортов и раздельное обучение, что не могло не влиять положительным образом на настроения населения СССР.

## Ход выборов
Выборы не являлись альтернативными, и избирателям предлагалось проголосовать за или против установленного кандидата. Оппозиционно настроенные или несогласные граждане так или иначе лишались права голоса — в 1955 году около 3 369 000 граждан было лишено права голосовать.
| Страна  | Дата       | Выборы                                  | Итоги      | Примечания        |
| ------- | ---------- | --------------------------------------- | ---------- | ----------------- |
| АзССР   |            | Выборы в Верховный Совет АзССР (1955)   | 310 из 310 |                   |
| АрССР   |            | Выборы в Верховный Совет АрССР (1955)   | ???        | Состав неизвестен |
| БССР    |            | Выборы в Верховный Совет БССР (1955)    | 388 из 388 |                   |
| ГССР    |            | Выборы в Верховный Совет ГССР (1955)    | 355 из 355 |                   |
| КазССР  | 6 марта    | Выборы в Верховный Совет КазССР (1955)  | 424 из 424 |                   |
| КарССР  |            | Выборы в Верховный Совет КарССР (1955)  | 133 из 133 |                   |
| КирССР  | 14 марта   | Выборы в Верховный Совет КирССР (1955)  | 329 из 329 |                   |
| ЛатССР  |            | Выборы в Верховный Совет ЛатССР (1955)  | 200 из 200 |                   |
| ЛитССР  | 27 февраля | Выборы в Верховный Совет ЛитССР (1955)  | 261 из 261 |                   |
| МССР    |            | Выборы в Верховный Совет МССР (1955)    | ???        | Состав неизвестен |
| РСФСР   | 27 февраля | Выборы в Верховный Совет РСФСР (1955)   | 796 из 796 |                   |
| ТаджССР |            | Выборы в Верховный Совет ТаджССР (1955) | ???        | Состав неизвестен |
| ТурССР  |            | Выборы в Верховный Совет ТурССР (1955)  | 258 из 258 |                   |
| УзССР   |            | Выборы в Верховный Совет УзССР (1955)   | ???        | Состав неизвестен |
| УССР    |            | Выборы в Верховный Совет УССР (1955)    | 435 из 435 |                   |
| ЭССР    | 27 февраля | Выборы в Верховный Совет ЭССР (1955)    | 125 из 125 |                   |